# Mitsuo Ikeda
Mitsuo Ikeda (jap. 池田三男 Ikeda Mitsuo; ur. 14 października 1935; zm. 12 września 2002) – japoński zapaśnik walczący w stylu wolnym. Mistrz olimpijski z Melbourne 1956, w kategorii 73 kg.